# Сун Мейлін
Сун Мейлін (кит. трад.: 宋美齡; піньїнь: Sòng Měilíng; також відома як Мадам Чан Кайші або Мадам Чан; 5 березня 1897—23 жовтня 2003) — китайська політична діячка, дружина Генералісимуса та Президента Республіки Китай Чан Кайші, Перша леді Республіки Китай.

## Життєпис

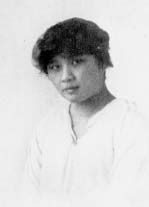
Мейлін під час навчання у Wesleyan College, 1910 рік

Сун Мейлін народилася в сім'ї Чарлі Суна, китайсько-американського бізнесмена та методистського проповідника. У Мейлін у сім'ї було дві старші сестри: Айлін і Цінлін, та три молодших брата. Навчалася в методистській місіонерській школі McTyeire School for Girls в Шанхаї. У 1908 році батько відправив її продовжувати освіту в США разом зі старшими сестрами. Так як вона не мала потрібного віку для вступу в коледж, Мейлін живучи поруч з коледжем для дівчат Wesleyan College, де вчилася її сестра, брала приватні уроки у студентів. У 1913 році поступила в престижний коледж для дівчат Wellesley College, який закінчила в 1917 році за спеціальностями «англійська література» та «філософія». Після закінчення коледжу Мейлін повернулася в Шанхай, де працювала в асоціації молодих християнських жінок (YWCA). Була членом шанхайської комісії з дитячої праці.
У 1920 році Сун Мейлін познайомилася з Чан Кайші, а в 1927 році вийшла за нього заміж. Весілля відбулося в грудні 1927 року в християнському храмі в Шанхаї.
Сун Мейлін брала активну участь у політиці, була перекладачем, секретарем та радником свого чоловіка. Разом з Чан Кайші в 1934 році брала участь в організації «руху за нове життя». Ця загальнодержавна кампанія ставила собі за мету оновлення та зміцнення Китаю через відновлення традиційних конфуціанських моральних цінностей. У 1936—1938 роках була міністром авіації гоміньдановського уряду. Зіграла велику роль в переговорах під час Сианьського інциденту, коли Чан Кайші був заарештований. У 1937 році Журнал Time назвав її разом з чоловіком людиною року.
Під час японо-китайської війни Сун Мейлін прикладала великі зусилля до того, щоб домогтися міжнародної підтримки Китаю. Радянський військовий аташе Василь Іванович Чуйков писав:
|  | Мені деякий час довелося спостерігати за діяльністю його дружини Сун Мейлін. Вона претендувала на роль впливової політичної діячки (мимоволі на думку спадає порівняння з дружиною Мао Цзедуна — Цзян Цін). Сун Мейлін охоче постачала радянську військову місію інформацією про стан справ в Китаї, про становище на фронті, про плани японського командування. В її даних було більше дезінформації, ніж інформації, а в словах — більше провокаційних натяків, ніж щирої дружби до Радянського Союзу. Вона не раз ставила питання про те, що великою допомогою Китаю стало б оголошення Радянським Союзом війни Японії. Її неофіційне положення давало їй можливість більш вільно ставити такого роду питання. |

У 1943 році Сун Мейлін приїжджала до США, де виступала перед Конгресом.
Після поразки Чан Кайші в громадянській війні Сун Мейлін поїхала з ним до Тайваню, продовжуючи відігравати важливу роль в тайванській політиці, особливо після того, як її чоловік почав старіти. Була шефом тайванського Червоного хреста.
Після смерті Чан Кайші в 1975 році влада в Тайвані перейшла до його сина від першого шлюбу Цзян Цзін-го, у якого були непрості відносини з Сун Мейлін. У 1975 році вона поїхала в США, де жила в маєтку, що належав її родині. У 2000 році вона продала маєток і з тих пір жила в квартирі в престижному районі Манхеттена, практично не з'являючись на публіці.
У 2001 році в музеї азійського мистецтва в Сан-Франциско відбулася виставка малюнків і картин, написаних Сун Мейлін та іншими китайськими художниками старшого покоління.
Померла уві сні 23 жовтня 2003 року у віці 106-ти років.

## Книги
- Chu, Samuel C.; Kennedy, Thomas L., ред. (2005). Madame Chiang Kai-shek and her China. Norwalk, Connecticut: EastBridge. ISBN 9781891936715.
- DeLong, Thomas A. (2007). Madame Chiang Kai-shek and Miss Emma Mills: China's First Lady and Her American Friend. Jefferson, North Carolina: McFarland & Company, Inc. ISBN 978-0-7864-2980-6. Preview at Google Books [Архівовано 29 червня 2016 у Wayback Machine.]
- Donovan, Sandy (2006). Madame Chiang Kai-shek: Face of Modern China. Minneapolis: Compass Point Books. ISBN 978-0-7565-1886-8. Preview at Google Books [Архівовано 24 квітня 2016 у Wayback Machine.]
- Pakula, Hannah (2009). The Last Empress: Madame Chiang Kai-shek and the Birth of Modern China. New York: Simon & Schuster. ISBN 978-1-4391-4893-8. Preview at Google Books [Архівовано 8 травня 2016 у Wayback Machine.]
- Scott Wong, Kevin (2005). Americans first: Chinese Americans and the Second World War. Harvard University Press. ISBN 9780674016712. Архів оригіналу за 26 червня 2015. Процитовано 20 травня 2015.
- Taylor, Jay (2009). The Generalissimo: Chiang Kai-shek and the Struggle for Modern China. Cambridge, MA: Belknap Press of Harvard University Press. с. 217–18. ISBN 978-0-674-03338-2. Процитовано 20 травня 2015. Preview at Google Books [Архівовано 27 квітня 2016 у Wayback Machine.]
- Tyson Li, Laura (2006). Madame Chiang Kai-shek: China's Eternal First Lady. New York: Grove Press. ISBN 978-0-8021-4322-8. Preview at Google Books [Архівовано 4 травня 2016 у Wayback Machine.]

## Галерея

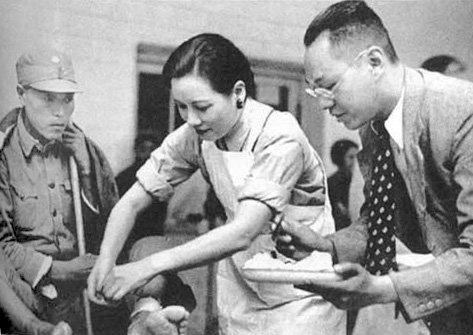
Сун перев'язує травмованого китайського солдата (1942)
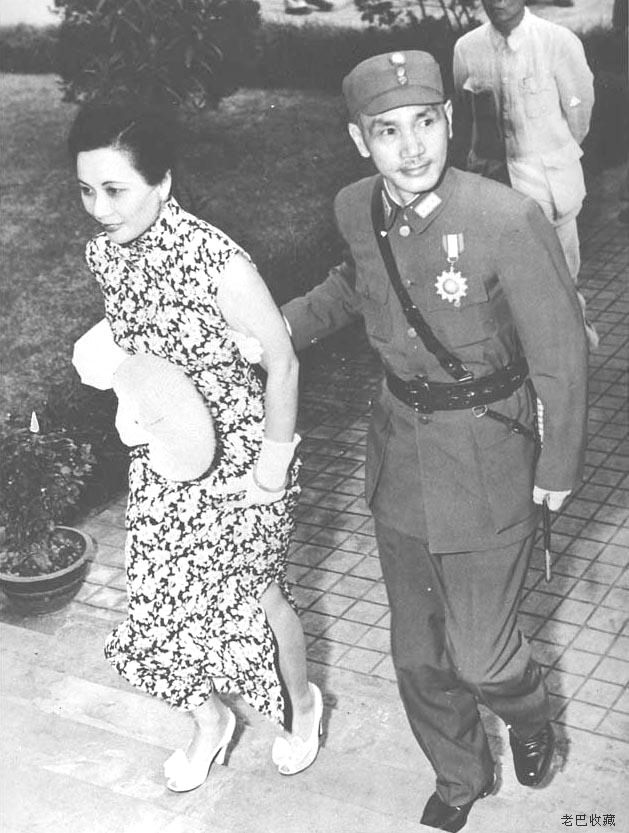
Чан та Сун в 1943 році
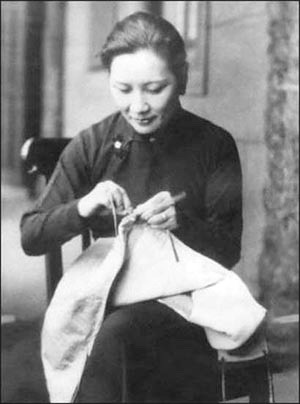
Сун шиє обмундирування для солдатів Національно-революційної армії.
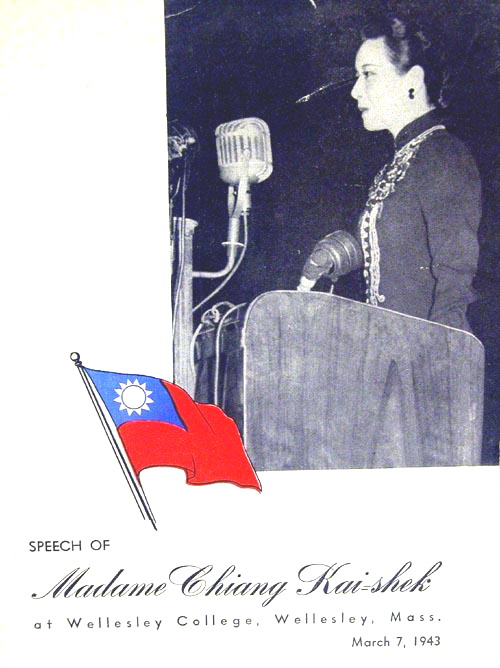
Плакат промови у Wellesley College 1943 року.
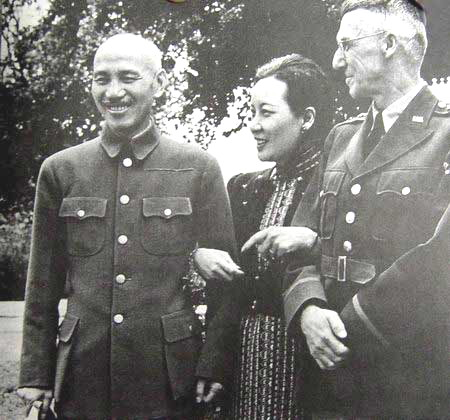
1942 Чан, Сун та Джозеф Стілвелл в Бірмі.
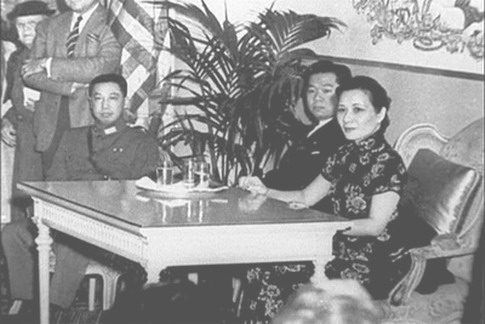
1943 Сун в Овальному кабінеті Білого дому під час підготовкі до проведення прес-конференції.